# Forke des Todes
Forke des Todes (Originaltitel: The Prowler, Alternativtitel: Rosemary’s Killer, deutscher Alternativtitel: Forke des Todes – Die Entscheidung naht) ist ein US-amerikanischer Horrorfilm aus dem Jahr 1981. Der unter der Regie von Joseph Zito entstandene Slasher um einen verschmähten Kriegsveteranen erinnert an Filme wie Blutiger Valentinstag oder Prom Night – Die Nacht des Schlächters und ist vor allem für die Spezialeffekte von Tom Savini bekannt.

## Handlung
Nach Ende des Zweiten Weltkrieges kehren tausende US-Soldaten, unter anderem an Bord der Queen Mary, in ihre Heimat zurück, und werden unter frenetischem Jubel empfangen. Bereits Mitte März 1944 hat die Highschool-Schülerin Francis Rosemary Chatham ihre Beziehung mit einem GI per Brief beendet, weil sie nicht länger auf ihn warten wollte. Ihre Unterschrift ziert eine ikonische Rose. Am 28. Juni 1945 feiern die Absolventen des Pritchard College in Avalon Bay mit zahlreichen Kriegsveteranen ihren Abschlussball. Rosemary und ihr neuer Freund Roy entfernen sich von der Gesellschaft und werden in einem Gartenpavillon intim miteinander. Als das Licht ausgeht, nähert sich eine Gestalt in Soldatenuniform dem Paar und ersticht die jugendlichen Liebhaber mit einer Mistgabel. Der Maskierte legt eine Rose in die Hand des Mädchens und verschwindet.
Erst 35 Jahre später findet in Avalon Bay erneut ein Abschlussball statt, nachdem Bürgermeister Chatham in Folge des Mordes an seiner Tochter sämtliche Bälle untersagt hatte. Nach einem Schlaganfall der alte Chatham einen Rollstuhl und ist gezwungen, dem fröhlichen Treiben der Jugend tatenlos zuzusehen. Just am Ballwochenende verlässt Sheriff Fraser die Stadt für einen Angeltrip und überlässt den örtlichen Posten seinem Deputy Mark London. Marks Freundin Pam lebt in einem Verbindungshaus und bereitet sich mit ihren Mitbewohnerinnen auf den Ball vor. Eine von ihnen, Sherry, bleibt unter der Dusche zurück und bekommt unbemerkt Besuch von ihrem Freund Carl. Während Carl sich auf dem Bett entkleidet, überrascht ihn ein Maskierter in Soldatenuniform und durchbohrt seinen Schädel mit einer Klinge. Die nach wie vor duschende Sherry ersticht der Killer mit einer Mistgabel durch den Oberkörper. Auf ihrem Gesicht hinterlässt er eine Rose.
Unterdessen bekommt Pam auf dem Ball Bowle auf ihr Kleid und geht nachhause zurück, um sich umzuziehen. Dort trifft sie auf den Maskierten und kann nur knapp entkommen, auf der Flucht wird sie kurz von Major Chatham festgehalten. Sie eilt zu Mark und bittet ihn um Hilfe, woraufhin die beiden erfolglos Chathams Villa durchsuchen und die Ballgesellschaft über den Herumtreiber informieren. Noch bevor Aufseherin Miss Allison eine Ausgangssperre verhängen kann, verlässt Pams Freundin Lisa das Gebäude, um allein im Pool schwimmen zu gehen. Als sie aus dem Becken heraussteigen will, hindert sie der Unbekannte daran und schlitzt ihr im Wasser die Kehle auf. Miss Allison fällt ebenfalls der Machete des Killers zum Opfer, nachdem sie Lisas Blutlache im Pool entdeckt hat.
Der verärgerte Gemischtwarenhändler meldet Mark und Pam, dass das Friedhofstor offensteht und sich dort Jugendliche vergnügen würden. Die beiden fahren zum Friedhof und finden Rosemary Chathams Grab geöffnet vor. Als Mark den Sargdeckel öffnet, stößt er auf Lisas Leiche. Versuche, den Sheriff zu kontaktieren, schlagen fehl, und das Paar kehrt zu Major Chathams Villa zurück. Während der Maskierte Mark bewusstlos schlägt, findet Pam im Kamin des Hauses den verwesten Körper von Rosemary und macht den Killer durch ihre Schreie auf sich aufmerksam. Sie flüchtet in den ersten Stock und versteckt sich unter einem Bett. Bevor der Unbekannte sie töten kann, taucht wie aus dem Nichts Otto, ein Mitarbeiter der Gemischtwarenhandlung, auf und streckt den Angreifer mit einem Schuss nieder. Nur scheinbar außer Gefecht, zieht der auf dem Boden liegende eine abgesägte Schrotflinte und erschießt Otto. Das Mädchen ringt mit dem Verletzten um die Waffe, wobei dieser sich die Maske vom Kopf reißt und als Sherriff Fraser herausstellt. Pam gewinnt die Oberhand und schießt dem Sheriff mit seiner eigenen Waffe den Kopf weg.
Am nächsten Morgen fährt Mark Pam nachhause. Dort bemerkt sie, dass die Dusche nach wie vor läuft. Als sie das Badezimmer betritt und die Duschtür öffnet, entdeckt sie die Leichen von Carl und Sherry. Es wirkt, als würde der an seinem Schlips aufgeknüpfte, blutüberströmte Carl sie am Arm packen. Pam kann sich lösen und bleibt traumatisiert zurück.

## Produktion

### Drehbuch und Dreharbeiten

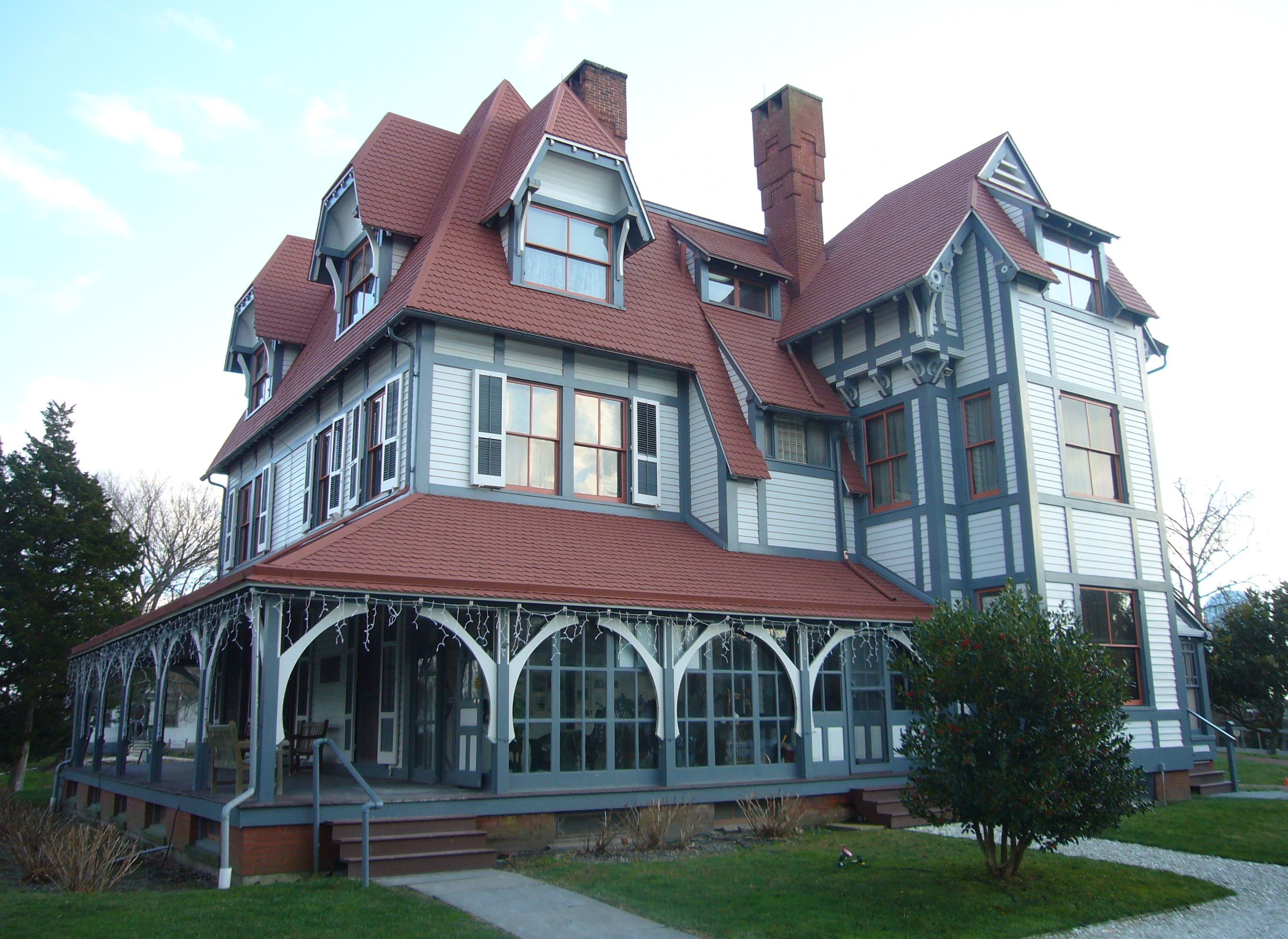
Emlen Physick Estate

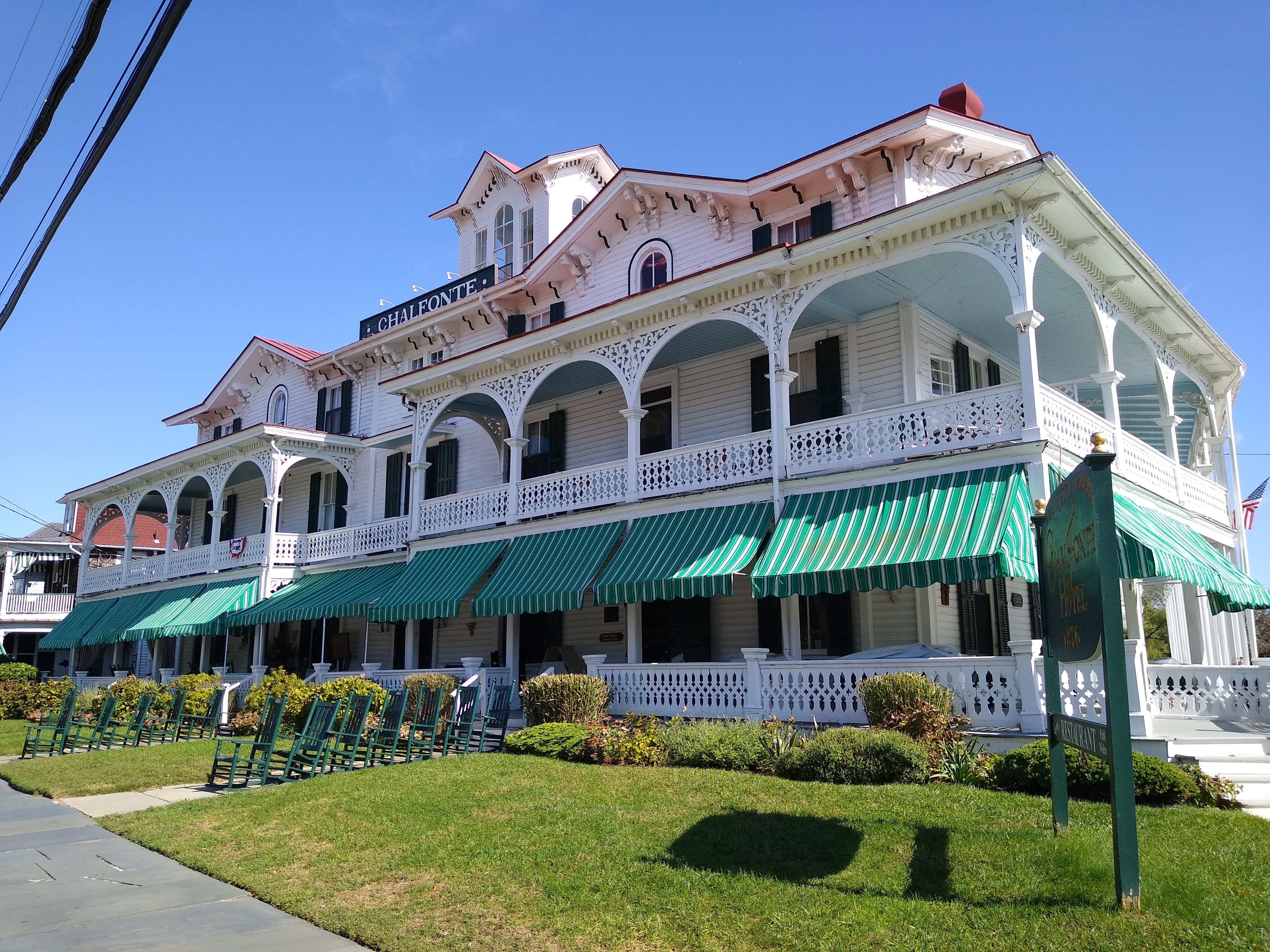
Chalfonte Hotel

Inn of Cape May

Das Drehbuch zu The Prowler stammt von Glenn Leopold und Neal F. Barbera, Sohn des Zeichentrickfilmers Joseph Barbera. Regisseur Joseph Zito bekam es vorgelegt, nachdem sein letztes Filmprojekt Quarantine bereits in der Anfangsphase an einem abspringenden Investor gescheitert war. Er las es in einer Sitzung durch und zeigte sich überzeugt:

“It had this strange, dreamlike mood in it. It wasn’t trying to be real, it was trying to be surreal in a way. It just had this misty feel to it.”

„(Das Drehbuch) hatte diese seltsame traumhafte Stimmung. Es versuchte nicht, real zu sein, es versuchte, in gewisser Weise surreal zu sein. Es hatte einfach dieses nebulöse Gefühl an sich.“

Ursprünglich sollte der Film am kalifornischen Handlungsort Avalon gedreht werden, Zito und Co-Produzent David Streit entschieden sich jedoch für Cape May in New Jersey. Vor allem das Geisterstadt-Flair des Ostküsten-Badeortes während der Nebensaison faszinierte den Regisseur. Er attestierte Cape May außerdem eine „seltsame, kultische Bevölkerung, die nirgendwo sonst funktionieren könne“ und führte diese Wahrnehmung auf die geographische Lage des Ortes an der Südspitze einer Halbinsel zurück. Die Filmaufnahmen entstanden zwischen Ende September und Anfang November 1980 unter der Mitwirkung von rund 150 Statisten und in Zusammenarbeit mit der New Jersey Film Commission. Drehorte waren unter anderem die im viktorianischen Stil erbauten Emlen Physick Estate von Frank Furness, Chalfonte Hotel und das Inn of Cape May. Im Zeitraum der Dreharbeiten trug das Projekt den Arbeitstitel Graduation. Regionalen Medien zufolge belief sich das Produktionsbudget auf 400.000 bis 500.000 Dollar, Joseph Zito sprach später von Kosten um eine Million Dollar.
Der Wochenschaubericht zu Beginn des Films besteht aus einem Zusammenschnitt von Original-Weltkriegsmaterial und ist einer Fox-Movietone-Nachrichtenstory nachempfunden. Bei Rosemarys Brief an ihren Freund, den späteren Sheriff Fraser, handelt es sich um einen im englischen Sprachraum sogenannten Dear-John-Letter, mit dem insbesondere während des Zweiten Weltkrieges zahlreiche Partnerschaften mit in Übersee stationierten US-Soldaten beendet wurden.

### Synchronisation
| Schauspieler        | Rollenname            | Synchronsprecher  |
| ------------------- | --------------------- | ----------------- |
| Vicky Dawson        | Pam MacDonald         | Alexandra Wilcke  |
| Christopher Goutman | Deputy Mark London    | Michael Deffert   |
| Farley Granger      | Sheriff George Fraser | Till Hagen        |
| Cindy Weintraub     | Lisa                  | Ann Vielhaben     |
| Lisa Dunsheath      | Sherry                | Sabine Arnhold    |
| David Sederholm     | Carl                  | Sebastian Walch   |
| Bill Nunnery        | Hotelangestellter     | Lutz Schnell      |
| Thom Bray           | Ben                   | Sebastian Schulz  |
| Diane Rode          | Sally                 | Julia Ziffer      |
| Bryan Englund       | Paul                  | Nicolás Artajo    |
| Donna Davis         | Miss Allison          | Sabine Falkenberg |
| Carleton Carpenter  | MC                    | Erich Räuker      |
| Joy Glaccum         | Rosemary Chatham      | Schaukje Könning  |
| Timothy Wahrer      | Roy                   | Andreas Müller    |
| John Seitz          | Pat Kingsley          | Frank-Otto Schenk |
| Bill Hugh Collins   | Otto                  | Stefan Staudinger |
| Dan Lounsbery       | Mr. Turner            | Stefan Staudinger |

## Rezeption

### Veröffentlichung
Wie The Hollywood Reporter am 23. März 1981 berichtete, erwarb Carolco Services die Vertriebsrechte für den damals offiziell noch unbenannten Horrorfilm und gab ihm für die ersten öffentlichen Vorführungen im Rahmen des American Film Market den Titel Rosemary’s Killer. Schließlich entschied man sich für den Namen The Prowler, unter dem bereits der 1951 erschienene Kriminalfilm Dem Satan singt man keine Lieder von Joseph Losey bekannt war. Aufgrund der äußerst blutigen Spezialeffekte von Tom Savini, der zuvor mit seiner Arbeit für George A. Romero und den Slasher Maniac für Aufsehen gesorgt hatte, verwehrte die MPAA dem Film ein R-Rating.
In Los Angeles lief der Film am 9. Oktober 1981 in ausgewählten Kinos an. Zunächst kein großer Erfolg, entwickelte sich The Prowler in den Jahrzehnten nach seiner Veröffentlichung innerhalb des Genres zum Kultfilm. 2002 erschien der Film erstmals auf DVD, 2010 erstmals auf Blu-ray mit Audiokommentar von Joseph Zito und Tom Savini. Die in Deutschland zum Verkauf zugelassene Fassung ist um sechs Minuten an Gewaltdarstellung gekürzt und ab 16 Jahren freigegeben.

### Kritik
Bei Veröffentlichung erhielt The Prowler gemischte bis negative Rezensionen. Linda Gross schrieb in einer zeitgenössischen Kritik für die Los Angeles Times, der Slasher reihe sich ein in eine „scheinbar endlose Serie an Filmen, die unsere zunehmende Paranoia schüren“, er sei „düster, derivativ und energiearm“. Zwischen den Mordszenen „ziellos und lethargisch“, ließe der Film den Zuschauer vergessen, worum es überhaupt geht, geschweige denn, warum er im Kino sitzt, um ihn sich anzusehen. Den Drehbuchautoren warf sie vor, Figuren erschaffen zu haben, die nichts täten, als zu reagieren. Grundlegende erzählerische Fragen blieben unbeantwortet.

“Director Joseph Zito prowls around aimlessly without creating an authentic sense of locale. Instead he delivers a spaced-out nightmare in which characters act like zombies.”

„Regisseur Joseph Zito streift ziellos umher, ohne ein authentisches Gefühl für den Schauplatz zu schaffen. Stattdessen liefert er einen abgehobenen Alptraum, in dem die Figuren wie Zombies agieren.“

Ähnlich negativ urteilten Jim Harper 2004 in seinem Buch Legacy of Blood sowie Leonard Maltin und Darwyn Carson 2014 in ihrem Movie Guide. Donald Guarisco monierte für die Fernsehzeitschrift TV Guide „hölzernes, farbloses“ Schauspiel der beiden Hauptdarsteller Vicki (sic!) Dawson und Christopher Goutman sowie mangelnde Spannung und schleppendes Tempo. Kritisiert wurde außerdem die starke Ähnlichkeit mit der Handlung des acht Monate zuvor veröffentlichten Slashers Blutiger Valentinstag. Während alle Rezensenten die Spezialeffekte von Tom Savini lobten, hoben einige weitere technische Aspekte des Films wie die Kameraführung von Raoul Lomas und die Lichtgestaltung positiv hervor. Stephen M. Deusner von der Washington Post wies anlässlich der Blu-ray-Veröffentlichung darauf hin, dass der Film die gesellschaftliche Haltung gegenüber Veteranen ignoriere und nannte das Resultat ein „listiges, seltsames Statement über die Gefahren des Krieges“.
Chad Byrnes von der Zeitschrift L.A. Weekly bezeichnete den Film als „übersehene Perle“ und reihte den Prowler auf Platz elf der besten Slasher-Killer aller Zeiten.
Bei Rotten Tomatoes erhält The Prowler eine durchschnittliche Bewertung von 75 Prozent, basierend auf acht Kritikermeinungen, Metacritic verzeichnet einen Punktzahl von 45.